# Neid (Film)
Neid (Envy) ist eine US-amerikanische Filmkomödie von Barry Levinson aus dem Jahr 2004.

## Handlung
Tim Dingman und Nick Vanderpark sind Nachbarn und Freunde, sie arbeiten auch in derselben Sandpapierfabrik. Vanderpark entwickelt ein Spray, den „Vapoorizer“, welches die Exkremente der Hunde verschwinden lässt. Dingman wird neidisch, konzentriert sich auf der Arbeit nicht und beschimpft seinen Chef. Daraufhin wird er entlassen. In einer Bar lernt er den J-Man kennen, der sein Berater wird. Der J-Man ist ein Typ zwischen Penner und Organisationsgenie, der im Laufe des Films in skurrile Situationen gerät.
Tim Dingman tötet zufällig im betrunkenen Zustand mit Pfeil und Bogen das Lieblingspferd von Nick Vanderpark. Den Kadaver vergräbt er in seinem Garten.
Nick Vanderpark setzt eine Belohnung von 50.000 US$ aus, damit sein Pferd gefunden wird. Dingman und J-Man graben das Pferd wieder aus und wollen es außerhalb der Stadt verschwinden lassen, damit J-Man es finden kann und die Belohnung kassiert. Leider fällt den beiden das Pferd während des Transportes von Dingmans Wagen und bleibt verschwunden.
Währenddessen kandidiert Vanderparks Frau für den Stadtsenat. Sie wird von Demonstranten bedrängt, die wissen wollen, wohin die beseitigten Exkremente verschwinden würden.
Dingmans Frau macht ihm Vorwürfe, dass er nicht reich sei. Vanderpark bietet ihm eine Geschäftspartnerschaft an, die Dingman annimmt. Die beiden reisen um die Welt, um ihr Wundermittel zu promoten. In der Nacht vor der Kundgebung sprechen sich die beiden aus, und Dingman erzählt seinem Freund vom Tod des Pferdes; Vanderpark verzeiht ihm und möchte, dass Dingmann sein Partner bleibt.
Bei der Kundgebung für die Frau von Vanderpark am nächsten Tag treibt auf dem Fluss neben dem Umspannwerk der Kadaver des toten Pferdes vorbei. Das Pferd wird daraufhin zur Autopsie in die Veterinärmedizin gebracht. Dort wird festgestellt, dass das Wundermittel „Vapoorizer“ in Verbindung mit Kot tödlich für Lebewesen sein kann. Diese Tatsache bringt Tim und Nick an den Bankrott, worauf beide Freunde ihr Eigentum versteigern lassen müssen. Am Ende fällt Dingman eine neue Erfindung ein (Pocket Flan).

## Kritiken
Michael Rechtshaffen schrieb in der Zeitschrift The Hollywood Reporter vom 30. April 2004, die Komödie ähnele einer Talkshow im Fernsehen. Die Handlung sei viel zu dürftig („seriously under-plotted script“), was das „geniale Charisma“ der Darsteller nur zum Teil ausgleiche.
Peter Travers schrieb in der Zeitschrift Rolling Stone vom 29. April 2004, der Film sei nicht einmal „unausgegoren“. Der Kritiker spottete mit einem Wortspiel, die Antwort auf die im Film gestellte Frage „Where did the shit go?“ („wohin sind die Exkremente gelangt?“) sei: „In das Drehbuch“.
Das Lexikon des internationalen Films beschreibt die Handlung als „eine chaotische Farce […], die allzu schnell den Mut zur anarchischen Überzeichnung einbüßt“. Der Film hinterlasse „unzählige Baustellen, wobei der Ton lustlos von der Satire zum albernen Slapstick, von Bitterkeit zu einlullender Süße wechselt“.

## Auszeichnungen
Ben Stiller wurde unter anderem für diesen Film als Schlechtester Schauspieler für die Goldene Himbeere 2005 nominiert.

## Hintergrund
Der Film wurde von Juli bis September 2002 unter anderen in Los Angeles und in Rio de Janeiro gedreht. Das Budget betrug schätzungsweise 40 Millionen US-Dollar. Der Film erschien am 30. April 2004 in den Kinos der Vereinigten Staaten und spielte dort in Summe ca. 12,2 Millionen US-Dollar ein. Der deutsche Kinostart war am 23. September 2004.